# Adsorptionstrocknung

Veranschaulichung verschiedener Trocknungsverfahren.

Bei der Adsorptionstrocknung kommen Adsorptionstrockner oder Trockenschränke zum Einsatz, die mit entsprechenden Trockenmitteln Feuchtigkeit entziehen. Der Vorgang funktioniert nach dem Sorptionsprinzip.

## Trocknungsverfahren
Die größten Unterschiede in den Trocknungsverfahren liegen im Einsatz der Trockenmittel und den entweder temporären oder permanenten Entfeuchtungsprozessen. Während bei der Rotationsentfeuchtung permanent entfeuchtet wird, kann durch die nicht komplett abgedichtete Konstruktion keine Entfeuchtung unter 5 % relative Feuchte erreicht werden. Während hingegen mit einem stativen Kammerprinzip Werte unter 0,5 % relative Feuchte erreicht werden können.

### Rotationsentfeuchtung
Rotationsentfeuchtung ist eine spezielle Form des Adsorptionstrockners. Ähnlich wie bei der Kondensationstrocknung wird bei diesem Verfahren die zu entfeuchtende Prozessluft in den Rotationsentfeuchter angesaugt. Die Prozessluft wird dann durch einen mit Metallsilikat beschichteten Rotor geführt, welcher der Luft die Feuchtigkeit entzieht. Die entfeuchtete Prozessluft wird anschließend erwärmt in den Raum zurückgeführt. Mit einer heißen Luftströmung im Gegenstrom des Sorptionsrotors wird die zuvor aufgenommene Feuchte über die Regenerationsluft wieder aufgenommen und mit Hilfe des Rotors an die Außenluft abgegeben.

### Kammerentfeuchtung
Die Kammerentfeuchtung arbeitet in Zeitabschnitten und entfeuchtet daher nicht kontinuierlich. Zuerst wird die Prozessluft durch einen Behälter mit einer Zeolithschüttung geführt. Die Feuchtigkeit wird dann mit erwärmter Luft von ca. 200 °C aus dem Zeolith A getrieben und abgelüftet – entweder durch ein Klappensystem, Lüftungsklappen oder ein Ventil. Nach diesem als Regeneration bezeichneten Vorgang wird die Filtereinheit in den Prozessluftstrom zurückgeführt. Mit diesem Verfahren werden bis unter 0,5 % relative Feuchte erreicht. Nach diesem Prinzip arbeiten die neusten Trockenschränke.

## Einsatzbereich
Es gibt verschiedenste Einsatzbereiche für die Adsorptionstrocknung, wobei die zu erreichende Trocknung maßgeblich für die Wahl der Trocknungsmethode ist. So reicht im Gebiet der Bautrocknung eine relative Feuchte von 20 % aus, da es sonst zu einer Übertrocknung des Gebäudes und damit zu Spannungsrissen kommt. In der Elektrotechnik hingegen ist eine Entfeuchtung erst ab unter 1 % relative Feuchte interessant, um ohne Wärme und damit Thermostress hygroskopische Lagerungen aus empfindlichen Bauteilen herauszuholen und weitere Oxidation zu stoppen. Dasselbe gilt für den Einsatz im Laborumfeld. Dies kann nur mit einem Trockenschrank erreicht werden.

### Bautrocknung
Zum Entfeuchten eines Raumes eignet sich ein Adsorptionstrockner, dessen Volumen zweimal so groß ist wie die vom Trockner erzeugte Menge an trockener Luft.
Temperatur: ca. −10° bis +30 °C

Feuchte: 0 % bis 100 % relative Luftfeuchtigkeit
Für Anwendungen mit niedriger Luftfeuchte werden Adsorptionstrockner bevorzugt.
Diese können eine Ziel-Luftfeuchte von nahezu 5 % erreichen.
Adsorptionstrockner werden primär eingesetzt, wenn:
1. Eine sehr niedrige relative Luftfeuchtigkeit von unter 35 % erreicht werden soll (zum Beispiel Pharma- und chemische Industrie, Munitionslager etc.)
2. Nur bei extrem niedrigen Temperaturen gearbeitet wird (zum Beispiel Kühlräume)
3. Niedrige Tautemperaturen notwendig oder klimatisch gegeben sind (zum Beispiel Schiffssanierung)
Vorteile
- Einsatz auch bei Temperaturen unterhalb 0 °C möglich
- Größeres Leistungsspektrum als Kondensationstrockner
- Trocknung der Luft bis zu einem Luftfeuchtewert von nahezu 5 %
- Bei fast sämtlichen in der Praxis vorkommenden Wasser- oder Feuchteschäden einsetzbar
- Da die Feuchtigkeit über einen Luftstrom abgegeben wird, muss kein Wasserbehälter geleert werden (Betrieb ohne regelmäßige Kontrolle)

Nachteile
- Gefahr der Übertrocknung und daraus resultierenden Schäden (zum Beispiel Risse in Holztreppen).
- Hoher Energieverbrauch wegen der großen Abwärme
- Die feuchte Regenerationsluft aus dem Gegenstrom des Sorptionsrotors muss an die Außenluft über eine Gebäudeöffnung abgeführt werden
- Der Wasserdampf muss über ein Fenster oder eine Wandöffnung abgeführt werden. Dadurch muss für eine entsprechende Zuluft im Raum gesorgt werden.
- Das integrierte Heizelement erfordert eine Nachlaufphase, dadurch besteht bei Geräten der Haushaltsserie die Gefahr des Überhitzens. Bei Profigeräten ist diese Problematik wesentlich reduziert.